# Kundalini
Kundalini (egl. 'sammenrullet' som en slange). Er ifølge tantriske traditioner i Indien og Tibet en ur-energi, som strømmer fra den nederste del af rygsøjlen, (rodchakraet) til issen (kronechakraet). Energien kan aktiveres spontant eller ved hjælp af specielle yoga-teknikker i forbindelse med spirituelt arbejde.
Når Kundalini-energien vækkes fx gennem spirituelle øvelser, forsøger den at stige op, delvist eller fuldstændigt, gennem en subtil kanal (nadi) i rygsøjlens midte, kaldet sushumna nadi. Langs sushumna ligger 6 chakraer (krone-centret er ikke et egentlig chakra). Når Kundalini-kraften stiger op fuldstændigt gennem sushumna nadi, aktiveres forskellige energier i chakraerne, den møder. Energierne i de lavere chakraer bliver inaktive samtidig hermed.
Når den stiger fuldstændigt op til krone-chakraet, siges personen at have opnået spirituel oplysning, 'unio mystica', nirvana eller nirvikalpa samadhi, og man er fri af karmaens hjul.